# Cenepa-Krieg
Der Cenepa-Krieg war ein militärischer Konflikt zwischen Ecuador und Peru. Der Krieg fand im Jahr 1995 statt und dauerte circa drei Wochen. Streitpunkt war der Grenzverlauf zwischen Peru und Ecuador in einem Gebiet nahe dem Río Cenepa. In diesem Krieg gab es etwa 500 Tote.

## Ausgangslage
Beide Länder hatten 1941/42 bereits einen militärischen Konflikt (Peruanisch-Ecuadorianischer Krieg) geführt, der durch das Protokoll von Rio de Janeiro beendet worden war. Beide Länder betonten vor Ausbruch des Cenepa-Krieges die „Freundschaft zwischen den Brüdervölkern“, wie Perus Präsident Alberto Fujimori es ausdrückte. Außerdem waren beide Länder Mitglieder im Andenpakt und dadurch diplomatisch eng miteinander verbunden.

### Lage in Peru

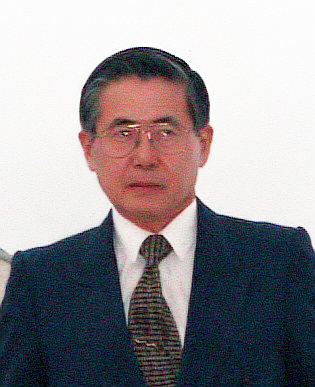
Alberto Fujimori, Präsident Perus

Peru wurde 1995 von Alberto Fujimori regiert. Der Präsident war in der Bevölkerung angesehen, da er im Ruf stand, die jahrelangen Guerilla-Kriege beendet zu haben. Fujimori war in seiner Amtszeit vor 1995 dreimal in Ecuadors Hauptstadt Quito zu Gast. Dort wurde er von der Bevölkerung gefeiert und betonte die freundschaftliche Beziehung seines Landes zum kleineren Nachbarstaat Ecuador. In Peru gab es keine Diskussionen bezüglich des Grenzverlaufes zu Ecuador, da man dort das Protokoll von Rio de Janeiro bedingungslos akzeptierte. 1995 standen in Peru Wahlen an. Diese Tatsache führte zu Spekulationen, Fujimori habe den Krieg als Wahlkampfmaßnahme angezettelt, doch dies gilt als unwahrscheinlich.

### Lage in Ecuador
In Ecuador regierte Sixto Durán Ballén. Seine Regierung war durch eine schlechte Wirtschaftslage und einen Korruptionsskandal in einer schwierigen Situation und sehr unbeliebt beim Volk. Auch Duráns damaliges Alter von 74 Jahren machte die Regierungsarbeit nicht leichter. Somit brauchte die Regierung ein politisches Erfolgserlebnis, das man in der Konfrontation mit dem Nachbarstaat Peru suchte. Ecuador hatte sich schon 1960 vom Protokoll von Rio de Janeiro losgesagt. Der Krieg gegen Peru wurde mit einer patriotischen Propagandakampagne untermalt, um die Gunst des Volkes für Sixto Durán Ballén zurückzugewinnen.

## Streitpunkt

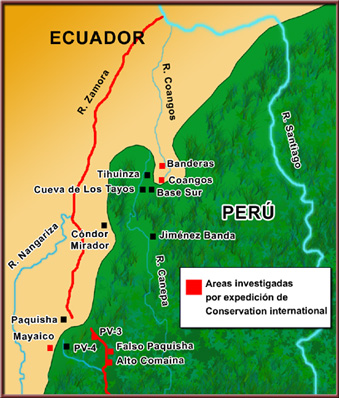
Das umstrittene Gebiet

Strittig war der Grenzverlauf zwischen den Flüssen Río Zamora, Río Santiago und Río Cenepa. Der Grenzverlauf zwischen Río Zamora und Santiago konnte durch einen Schiedsspruch des Brasilianers Braz Dias de Aguia einvernehmlich gelöst werden, aber der Streitpunkt Rio Cenepa blieb. Ecuador beanspruchte den Río Cenepa, der schließlich in den Amazonas mündet, für sich, um die Schifffahrt zu erleichtern. Peru war von der Rechtmäßigkeit des eigenen Anspruchs auf Grund des Protokolls von Rio de Janeiro fest überzeugt. Dieses wurde von Ecuador allerdings seit 1960 schon nicht mehr respektiert. Infolgedessen beanspruchten beide Länder die Region unumstößlich für sich. Dies führte zu diplomatischen Konflikten, da beide Nationen bewaffnete Patrouillen in das Gebiet schickten. Bereits Anfang der 90er Jahre kam es dadurch zu Schusswechseln. Den vorläufigen Höhepunkt erreichte der Konflikt 1991 durch den Streit um den peruanischen Militärposten Pachacutec in der umstrittenen Zone. Ein militärischer Konflikt konnte durch ein Abkommen zu diesem Zeitpunkt noch verhindert werden. In der Folge kam es zu vielen Scharmützeln und kleineren Krisen, aber auf moderatem Niveau. Im Dezember 1994 verstärkten beide Seiten ihre Militärpräsenz im Cenepa-Tal deutlich. Diese Aufrüstung wurde wahrscheinlich auch von der politischen Not Sixto Durán Balléns getrieben. Nach mehreren Schießereien und Gefangennahmen kam es am 24. Januar 1995 offiziell zum Krieg zwischen Peru und Ecuador.

## Verlauf
Am 24. und 25. Januar mobilisierte Peru seine Truppen. Ecuador beschäftigte sich mit der Mobilisierung seiner Kampfjets. Am 26. Januar griffen ecuadorianische Truppen peruanische Wehrdienstler bei der Errichtung eines Hubschrauberlandeplatzes an. Die Peruaner wurden von dem Ort, der von den Ecuadorianern Basis Norte genannt wird, vertrieben. Die Mobilisierung wurde auf beiden Seiten vorangetrieben und die gesamte Grenze wurde besetzt. Insgesamt wurden 140.000 Soldaten mobilisiert.
Am 28. Januar starteten die peruanischen Streitkräfte eine große Offensive auf das Quellgebiet des Río Cenepas, zogen sich jedoch nach Angriffen der ecuadorianische Luftwaffe (FAE) zurück. Am 29. Januar setzte Peru die Angriffe gegen die ecuadorianischen Orte und Militärposten Tiwinza, Cueva de los Tayos, Base-Sur und Coangos fort. Nach einem 24-stündigen Waffenstillstand und der Ablehnung eines weiteren Waffenstillstandes, der von der UN vorgeschlagen wurde, setzte das peruanische Militär mit Artillerieunterstützung die Angriffe fort. Die ecuadorianische Luftwaffe versuchte, mit Angriffen aus der Luft die peruanischen Stellungen zu schwächen. Vom 9. bis zum 12. Februar intensivierte die peruanische Luftwaffe (FAP) das Bombardement ecuadorianischer Stellungen. Am 13. Februar begannen die peruanischen Streitkräfte mit Unterstützung der FAP eine konzentrierte Offensive auf Tiwinza. Am Abend trat Präsident Fujimori vor die Kameras und verkündete den Sieg Perus und die Einnahme Tiwinzas, was von Ecuador abgestritten wurde.
Am 17. Februar trafen die Außenminister Perus und Ecuadors sowie Vertreter der Schlichterstaaten Argentinien, Chile, Brasilien und den USA zusammen, formulierten einen Friedensplan und beschlossen die Schaffung der Friedenstruppe Military Observer Mission, Ecuador and Peru (MOMEP), die am 21. Februar im noch immer heftig umkämpften Kriegsgebiet eintraf. Am 22. Februar, den die Ecuadorianer „Schwarzer Mittwoch“ nennen, begannen die gesamten peruanischen Streitkräfte einen Großangriff auf das Cenepa-Tal. An diesem Tag starben die meisten Soldaten Ecuadors im ganzen Krieg. Auf Grund von ebenfalls großen Verlusten blieb die peruanische Offensive erfolglos. Am 28. Februar trat nach vielen verwirrenden Scharmützeln am Cenepa die Erklärung von Montevideo in Kraft, die den Krieg offiziell beendete.

## Ergebnis
Nach dem Friedensvertrag gab es weiterhin Konflikte im Kampfgebiet. Beide Seiten erklärten sich zum Sieger. Die ecuadorianische Regierung konnte sich durch den Krieg nicht wie gehofft stabilisieren. Am 10. August 1996 endete die Regierung Sixto Durán Balléns. Der dreiwöchige Krieg hatte insgesamt 500 Menschen das Leben gekostet.

## Einigung über den Grenzverlauf
Nach längeren Verhandlungen einigten sich Ecuador und Peru auf ein Abkommen, das die Präsidenten Jamil Mahuad (Ecuador) und Alberto Fujimori (Peru) am 26. Oktober 1998 in Brasília unterzeichneten. Das rund 20 km² große strittige Gebiet wurde darin Peru zugesprochen, mit Ausnahme des im Grenzkrieg von den Ecuadorianern verteidigten Militärstützpunktes Tiwintza, dessen 1 km² großes Gelände Peru als „Privatbesitz“ Ecuador überließ, um dort Gedenkveranstaltungen abhalten zu können, einschließlich des Rechtes, vom ecuadorianischen Staatsgebiet aus einen Zufahrtsweg nach Tiwintza anlegen zu dürfen. Im Vertrag von Brasilia wird der Inhalt des Protokolls von Rio de Janeiro von 1942 bestätigt und von beiden Seiten anerkannt sowie die Demarkation der Grenze vereinbart. Am 13. Mai 1999 wurde in einer feierlichen Zeremonie der letzte Grenzstein gesetzt.